# Hansjörg Haber
Pour les articles homonymes, voir Haber.
Hansjörg Haber, né le 21 février 1953, est un ancien diplomate allemand. De 2015 à 2016, il est chef de la délégation de l'Union européenne en Turquie et ambassadeur de la République fédérale d'Allemagne au Liban, en Égypte et au Yémen de 2017 à octobre 2018.

## Biographie

### Formation universitaire
Après avoir été diplômé de l'Atlantic College au Pays de Galles, il étudie l'économie à l'Université Louis-et-Maximilien de Munich, considérée comme l'une des meilleures d'Allemagne et d'Europe. Il y travaille aussi comme assistant de recherche avant de rejoindre le service extérieur allemand.

### Diplomate
Il occupe des postes diplomatiques à Paris, Berne, Moscou, Manille et Ankara. Il est ambassadeur à Beyrouth au Liban, et au Caire en Égypte, à Prague en Tchéquie, puis à Sanaa au Yémen, au ministère fédéral des Affaires étrangères à Bonn (pendant l'Allemagne de l'Ouest), puis à Berlin, et divers postes pour l'Union européenne, notamment, chef de la délégation de l'UE en Turquie de 2015 à 2016,.

### Vie privée
Il est marié à la diplomate allemande Emily Haber, avec qui il a deux enfants.